# Oh My Girl (minialbum)
Oh My Girl – debiutancki minialbum południowokoreańskiej grupy Oh My Girl, wydany 20 kwietnia 2015 roku przez wytwórnię WM Entertainment i dystrybuowany przez LOEN Entertainment. Płytę promował singel „Cupid”. Sprzedał się w nakładzie 10 021 egzemplarzy w Korei Południowej (stan na sierpień 2016 r.).

## Lista utworów
| Nr | Tytuł                                                 | Słowa               | Kompozycja                                        | Aranżacja                           | Czas |
| -- | ----------------------------------------------------- | ------------------- | ------------------------------------------------- | ----------------------------------- | ---- |
| 1. | "OH MY GIRL!"                                         | 72                  | 72, Sean Alexander, Avenue 52                     | 72, Alexander, Avenue 52            | 1:18 |
| 2. | "CUPID"                                               | Kim Eana            | Hyuk Shin, Jordan Kyle, DK, Jarah Gibson          | Shin Kyle, DK, Gibson               | 3:27 |
| 3. | "HOT SUMMER NIGHTS"                                   | Lee Bo-ra, 72, Mimi | Alexander, Andreas Öberg, Rinat Arinos, Avenue 52 | Alexander, Öberg, Arinos, Avenue 52 | 3:17 |
| 4. | "Gung-geumhan-georyo" (kor. 궁금한걸요, ang. Curious) | Lee Bo-ra, 72       | Öberg, Alexander, Alejandra Ocampo, Avenue 52     | Öberg, Alexander, Ocampo, Avenue52  | 3:41 |

## Notowania
| Lista                   | Pozycja |
| ----------------------- | ------- |
| Gaon Weekly Album Chart | 6       |